# Lentopalloseura Kangasala 2017-2018
Questa voce raccoglie le informazioni riguardanti il Lentopalloseura Kangasala nelle competizioni ufficiali della stagione 2017-2018.

## Organigramma societario
Area direttiva
- Presidente: Riku Koukila

Area tecnica
- Allenatore: Janne Anturamäki (fino a novembre), Kai Stenius (da novembre)

## Rosa
| N° | Nome               | Ruolo | Data di nascita   | Nazionalità sportiva |
| -- | ------------------ | ----- | ----------------- | -------------------- |
| 1  | Annukka Paloniemi  | O     | 8 gennaio 1996    | Finlandia            |
| 2  | Liisa Hurskainen   | S     | 23 gennaio 1992   | Finlandia            |
| 3  | Milja Piesanen     | L     | 13 gennaio 2000   | Finlandia            |
| 4  | Danielle Brisebois | S     | 12 agosto 1994    | Canada               |
| 5  | Outi Munnukka      | L     | 17 settembre 1986 | Finlandia            |
| 6  | Oona Yli-Pekkala   | L     | 3 maggio 1995     | Finlandia            |
| 7  | Emilia Sipilä      | P     | 25 aprile 1992    | Finlandia            |
| 8  | Jutta Riikonen     | S     | 25 febbraio 2000  | Finlandia            |
| 9  | Netta Rekola       | O     | 21 dicembre 2000  | Finlandia            |
| 10 | Jenni Tolppanen    | P     | 29 maggio 1998    | Finlandia            |
| 11 | Hanna Keskinen     | S     | 24 gennaio 1999   | Finlandia            |
| 12 | Oni Lattin         | C     | 12 dicembre 1991  | Stati Uniti          |
| 13 | Rainette Uiato     | P     | 4 febbraio 1992   | Stati Uniti          |
| 15 | Jessica Wagner     | C     | 24 marzo 1991     | Stati Uniti          |
| 18 | Taija Tikka        | C     | 27 luglio 1998    | Finlandia            |
| 21 | Inka Sairiala      | L     | 5 aprile 2003     | Finlandia            |

## Statistiche

### Statistiche dei giocatori
| Giocatrice     | L. Mestaruusliiga | L. Mestaruusliiga | L. Mestaruusliiga | L. Mestaruusliiga | L. Mestaruusliiga | Coppa di Finlandia | Coppa di Finlandia | Coppa di Finlandia | Coppa di Finlandia | Coppa di Finlandia | Totale | Totale | Totale | Totale | Totale |
| Giocatrice     | P                 | PT                | AV                | MV                | BV                | P                  | PT                 | AV                 | MV                 | BV                 | P      | PT     | AV     | MV     | BV     |
| -------------- | ----------------- | ----------------- | ----------------- | ----------------- | ----------------- | ------------------ | ------------------ | ------------------ | ------------------ | ------------------ | ------ | ------ | ------ | ------ | ------ |
| D. Brisebois   | 21                | 436               | 370               | 32                | 34                | -                  | -                  | -                  | -                  | -                  | 21     | 436    | 370    | 32     | 34     |
| L. Hurskainen  | 30                | 235               | 182               | 26                | 27                | 3                  | 22                 | 17                 | 4                  | 1                  | 33     | 257    | 199    | 30     | 28     |
| H. Keskinen    | 13                | 25                | 21                | 3                 | 1                 | 2                  | 4                  | 2                  | 1                  | 1                  | 15     | 29     | 23     | 4      | 2      |
| O. Lattin      | 29                | 181               | 103               | 52                | 26                | 3                  | 17                 | 10                 | 7                  | 0                  | 32     | 198    | 113    | 59     | 26     |
| O. Munnukka    | -                 | -                 | -                 | -                 | -                 | -                  | -                  | -                  | -                  | -                  | -      | -      | -      | -      | -      |
| A. Paloniemi   | 28                | 167               | 130               | 12                | 25                | 2                  | 20                 | 18                 | 0                  | 2                  | 30     | 187    | 148    | 12     | 27     |
| M. Piesanen    | 5                 | 0                 | 0                 | 0                 | 0                 | -                  | -                  | -                  | -                  | -                  | 5      | 0      | 0      | 0      | 0      |
| N. Rekola      | 2                 | 8                 | 7                 | 1                 | 0                 | 1                  | 15                 | 13                 | 1                  | 1                  | 3      | 23     | 20     | 1      | 2      |
| J. Riikonen    | 31                | 276               | 211               | 11                | 54                | 3                  | 42                 | 33                 | 1                  | 8                  | 34     | 318    | 244    | 12     | 62     |
| I. Sairiala    | 1                 | 0                 | 0                 | 0                 | 0                 | -                  | -                  | -                  | -                  | -                  | 1      | 0      | 0      | 0      | 0      |
| E. Sipilä      | 28                | 0                 | 0                 | 0                 | 0                 | 2                  | 0                  | 0                  | 0                  | 0                  | 30     | 0      | 0      | 0      | 0      |
| T. Tikka       | 22                | 41                | 18                | 11                | 12                | 2                  | 2                  | 0                  | 2                  | 0                  | 24     | 43     | 20     | 13     | 12     |
| J. Tolppanen   | 12                | 0                 | 0                 | 0                 | 0                 | 2                  | 0                  | 0                  | 0                  | 0                  | 14     | 0      | 0      | 0      | 0      |
| R. Uiato       | 32                | 128               | 63                | 33                | 32                | 3                  | 8                  | 6                  | 1                  | 1                  | 35     | 136    | 69     | 34     | 33     |
| J. Wagner      | 32                | 447               | 311               | 104               | 32                | 3                  | 25                 | 16                 | 5                  | 4                  | 35     | 472    | 327    | 109    | 36     |
| O. Yli-Pekkala | 11                | 1                 | 1                 | 0                 | 0                 | 3                  | 1                  | 1                  | 0                  | 0                  | 14     | 2      | 2      | 0      | 0      |

P = presenze; PT = punti totali; AV = attacchi vincenti; MV = muri vincenti; BV = battute vincenti